# یان کوزاک (بازیکن فوتبال، زاده ۱۹۸۰)
یان کوزاک (انگلیسی: Ján Kozák؛ زادهٔ ۲۲ آوریل ۱۹۸۰) یک بازیکن فوتبال اهل اسلواکی است.
وی همچنین در تیم ملی فوتبال اسلواکی بازی کرده‌است.